# 網本ナオノブ
網本 ナオノブ／NAONOBU-AMIMOTO（あみもと なおのぶ）は、日本の作曲家、編曲家、作詞家。山口県岩国市出身。A型。

## 略歴
幼少でピアノにふれ、中学高校でギタリストやベーシストとしてバンド活動および作曲活動を始める。
高校卒業後はバンド活動のため上京し、ベーシストとして活動。活動中にクラブミュージック、エレクトロニカ、北欧ポップスなど様々なジャンルに多大な影響を受け作家活動を始める。
現在は楽曲提供、BGM制作など多岐に渡り活動を広げている。

## 作品

### 楽曲提供
- ぁぃぁぃ
  - 「process」（作曲・編曲）
- RSP (音楽グループ)
  - 「for all time」（作詞・作曲・編曲）
- イケてるハーツ
  - 「Catch a dream」（作詞・作曲・編曲）
- 上田竜也（KAT-TUN）
  - 「DICTATOR」（作曲）
- CROWN POP
  - 「一途回路」（作曲・編曲）
  - 「初めての終わり」（作曲・編曲）
- 桜咲
  - 「Cherish」（作詞・作曲・編曲）
- さよならステイチューン
  - 「さよならステイチューン」（作詞・作曲・編曲）
  - 「ラブリーランデブー」（作詞・作曲・編曲）
- JAM HEADS
  - 「A•O•HA•RU」（共作詞・共作曲）
- はちみつBLACK
  - 「Welcome」（作詞・作曲・編曲）-テレビ東京系『ゴッドタン』2023年9月度EDテーマ曲
  - 「Giant Killing」（作詞・作曲・編曲）
- 珠妃
  - 「嘘の破片」（作曲）
- 戸松遥
  - 「♪Make Up Sweet Girl☆」（作詞・作曲）
- Trignal
  - 「Live the Love Story」（作曲・編曲）
- 9nine
  - 「SHINING☆STAR」（作詞・作曲）-『STAR DRIVER 輝きのタクト』後期OPテーマ曲
- 乃木坂46
  - 「13日の金曜日」（作曲）
- 野水いおり
  - 「Broken Wings」（作曲）
- feelNEO
  - 「キミライズ」（作曲・編曲）
- Yamakatsu（旧：山口活性学園）
  - 「BELLCLASSIC」（作曲・編曲）
  - 「イグニッション」（作曲・編曲）
  - 「カーニバル」（作曲・編曲）-Honda Cars山口 CMソング
  - 「Butterfly Effect」（作曲・編曲）
  - 「EAZY」（作曲・編曲）
  - 「サンクチュアリ」（作曲・編曲）
  - 「PARADOX」（作曲・編曲）
  - 「SOUL SCREAM」（作曲・編曲）-yab全国高校野球選手権山口大会2015テーマソング
  - 「ONE」（作曲・編曲）
  - 「CANDY」（作曲・編曲）
  - 「欠片」（作曲・編曲）
  - 「ソラノシタ」（作曲・編曲）-yab全国高校野球選手権山口大会2016テーマソング
  - 「Yamakatsu FIRE（SE）」（作曲・編曲）
  - 「ISHINE」（作曲・編曲）
  - 「シャクネツ」（作曲・編曲）-yabふれあいフェスタ2016テーマソング
  - 「ファイヤーガール」（作曲・編曲）
  - 「RINKAI（SE）」（作曲・編曲）
  - 「ノンフィクション」（作曲・編曲）
  - 「ハピネス」（作曲・編曲）-yab情報番組Go!Go!サタデーPLUS 挿入歌
  - 「SUPER STAR」（作曲・編曲）-yabふれあいフェスタ2017テーマソング
  - 「シューティングスター」（作曲・編曲）
  - 「Active Act Action」（作曲・編曲）
  - 「ロコドリズム」（作曲・編曲）
  - 「Pinky」（作曲・編曲）
  - 「connect」（作曲・編曲）
  - 「花」（作曲・編曲）
  - 「another sky」（作曲・編曲）-タスクアライブCMソング
  - 「STAY GOLD」（作曲・編曲）
  - 「スカイステージ」（作曲・編曲）
  - 「CONCRETE JUNGLE」（作曲・編曲）
  - 「アンブレラ」（作曲・編曲）
  - 「ハイウェイ」（作曲・編曲）
  - 「サンクス」（作曲）
  - 「Chrome」（作曲・編曲）-光洋金属防蝕CMソング
  - 「compass」（作曲・編曲） -夏の献血キャンペーンwith Yamakatsuソング
  - 「フェスだして♡」（編曲）
  - 「Never mind」（作曲・編曲）
  - 「ヒマワリ」（作曲・編曲）
  - 「空中賛歌」（作曲・編曲）
  - 「Over」（作曲・編曲）
- YUKI
  - 「鳴いてる怪獣」（作曲）-朝日生命CMソング(2012)
- remain Vapour
  - 「ゆにば~precious days~」（共作詞・共作曲）
- LUI◇FRONTiC◆松隈JAPAN
  - 「Drizzle」（作曲）
- L.U.R.E
  - 「バク」（作曲・編曲）
  - 「LEVEL」（作曲・編曲）
- わーすた
  - 「KIRA KIRA ホログラム」（作曲・編曲）-TVアニメ「キラッとプリ☆チャン」EDテーマ曲(2018)
- YGA
  - 「いとしのサンデーボーイ」（作曲）

### ゲーム ・アニメ・キャラソン
- 『アイドリッシュセブン』
- Re:Vale［百（CV.保志総一朗）・千（CV.立花慎之介）］
  - 「SILVER SKY」（作曲・編曲）
  - 「YOUR RHAPSODY」（作曲・編曲）
- 『アイドルマスター』
  - 双海亜美(CV.下田麻美)「ポジティブシンカー！」（作曲・編曲）
- 『空戦魔導士候補生の教官』
  - ミソラ・ホイットテール(CV.山本希望)「ハチャメチャGrowing!!」（作曲）
- 『千銃士』
  - ラップ(CV.羽多野渉)「vaincre ou mourir」（作曲・編曲）
  - アレクサンドル(CV.平野良)「Trust Me!!」（作曲・編曲）
  - ヒデタダ(CV.斉藤壮馬)「みぉ・あもーれ」（作曲・編曲）
- 『ぴゅあくる刀剣男士』
  - 五月雨江（CV.狩野翔）・村雲江（CV.江口拓也）「Precious」（作詞・作曲・編曲）